# The Call
För filmen med Halle Berry, se The Call (film)

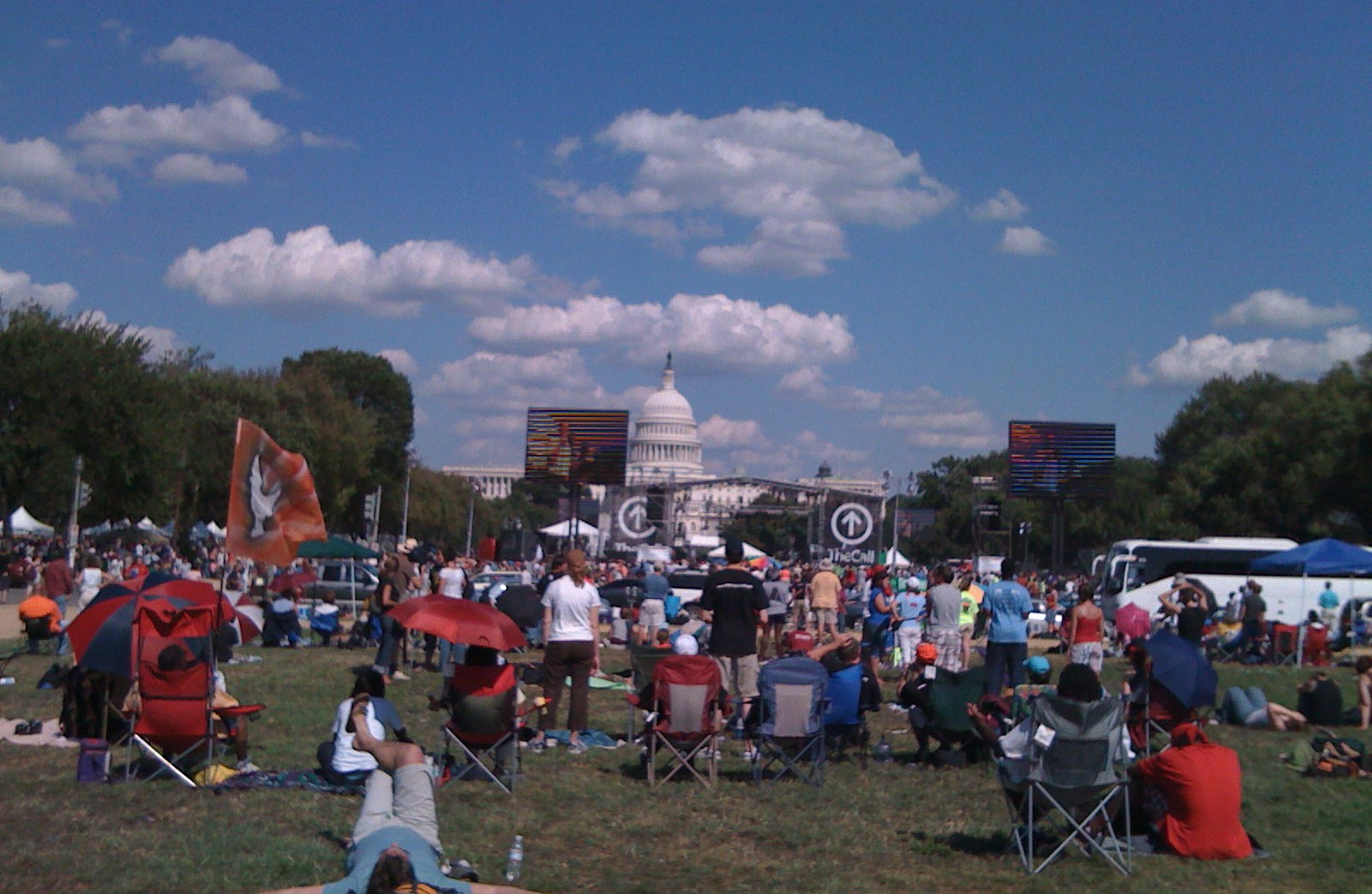
The Call i Washington D.C 2008

The Call (svensk översättning ungefär: kallelsen eller ropet) är en amerikansk evangelikal kristen organisation som anordnar bönemöten ledda av Lou Engle och andra kristna ledare. Mötena uppmuntrar till fasta och bön för att protestera mot ämnen såsom samkönade äktenskap och abort. The Call har fått stöd från evangelikala ledare, men har även kritiserats för intolerans.
Mötena brukar pågå i tolv timmar med bön, lovsång och predikan. Det är tänkt att man samlas för att bekänna personliga och nationella synder samt be att Gud välsignar landet och kommer med väckelse bland landets ungdomar. Stor del av bönen är mot abort och homosexualitet. Ledare som gästat mötena är bland andra Mike Huckabee, James Dobson och Tony Perkins. Lou Engle menar att möten som The Call krävs för att undvika Guds fördömande av USA efter att abort och homosexualitet blivit allt mer accepterat i samhället.